# Contea di Braxton
La contea di Braxton ( in inglese Braxton County ) è una contea dello Stato della Virginia Occidentale, negli Stati Uniti. La popolazione al censimento del 2000 era di 14 702 abitanti. Il capoluogo di contea è Sutton.